# Clube Laguna SAF
O Clube Laguna SAF é um clube de futebol brasileiro sediado em Tibau do Sul, no estado do Rio Grande do Norte.
O clube se tornou a primeira SAF potiguar na história, tendo como foco no projeto: cinco dos 17 Objetivos de Desenvolvimento Sustentável da ONU, seguindo as diretrizes para ser uma empresa ESG. Em janeiro de 2023, se tornou membro do Pacto Global das Nações Unidas. Em 2024, conquistou o título da Segunda Divisão do Campeonato Potiguar e em 2025 disputou, pela primeira vez, a elite do estadual. 
O Laguna é conhecido por servir no CT refeições veganas seis vezes ao dia. Este cardápio foi criado por duas chefs veganas contando com o apoio da Sociedade Vegetariana Brasileira, psicólogo, nutricionista, fisioterapeuta e médico.

## História
Foi fundado em 2 de abril de 2022, pelo ex-jogador e técnico Gustavo Nabinger, junto de Rafael Eschiavi e Deia Nabinger inicialmente no município Carnaúba dos Dantas, sendo o primeiro clube futebolístico "vegano" do Brasil e das Américas, e o segundo do mundo, atrás apenas do clube inglês, Forest Green Rovers, que adotou este modelo em 2011.

### Estreia em competições estaduais
O clube iniciou as suas atividades em agosto do mesmo ano, e no dia 28 de setembro, realizou sua primeira partida oficial: um empate com o Mossoró pelo placar de 1 a 1, com o primeiro gol da história do clube sendo marcado de pênalti pelo centroavante Nando. No dia 26 de outubro, a equipe "goleou" a equipe do Parnamirim SC pelo placar de 9 a 0, sendo a maior goleada da competição.
No fim da competição, o clube permaneceu sem acesso, perdendo a vaga na elite apenas pelo saldo de gols frente o Alecrim. Também tiveram um atleta como vice-artilheiro da competição: o centroavante Igor Potiguar, com 9 gols em 12 partidas. O Laguna teve o segundo melhor ataque da competição, com 29 gols marcados, além da terceira melhor defesa, com 11 gols sofridos.

### O título da segunda divisão e o acesso à elite estadual
Após dois anos sendo vice-campeão e batendo na trave do acesso à primeira divisão estadual, o Laguna conseguiu o tão sonhado objetivo na temporada 2024. Com dois gols do atacante Bill, ex-Ceará e Corinthians, o clube venceu o Apodi por 3 a 2 e conquistou o título da Segunda Divisão do Campeonato Potiguar e o tão sonhado acesso à elite estadual. Será a primeira vez que o clube de Tibau do Sul disputará a primeira divisão com apenas dois anos de fundação.

### Estreia na elite estadual
Em 2025, na sua primeira temporada na elite do estadual, a equipe conseguiu surpreender e terminou a competição na terceira colocação geral, conquistando a vaga para a disputa do Brasileirão - Série D em 2026. Será a primeira temporada da equipe disputando competições de nível nacional e o Laguna será a primeira equipe vegana a disputar o Campeonato Brasileiro.   

## Títulos
Estaduais
| Estadual | Estadual                         | Estadual | Estadual   |
|          | Competição                       | Títulos  | Temporadas |
| -------- | -------------------------------- | -------- | ---------- |
|          | Campeonato Potiguar - 2ª Divisão | 1        | 2024       |

## Estatísticas

### Participações
|  | Participações em 2026 |

| Competição          | Competição          | Temporadas | Melhor campanha    | Estreia | Última | P | R |
| Rio Grande do Norte | Campeonato Potiguar | 2          | 3º colocado (2025) | 2025    | 2026   |   | – |
| Rio Grande do Norte | 2ª Divisão          | 3          | Campeão (2024)     | 2022    | 2024   | 1 |   |
| Brasil              | Série D             | 1          | Estreia (2026)     | 2026    | 2026   | – |   |